# Бета Змееносца
Бета Змееносца (β Oph / β Ophiuchi), или Цебальрай, Цельбальрай — пятая по яркости звезда в созвездии Змееносца.

## Описание
Бета Змееносца хорошо видна невооружённым глазом на ночном небе, поскольку её видимая звёздная величина — 2,75m. В атласе звёздного неба Яна Гевелия эта звезда изображена на правом плече Змееносца, а в его каталоге она называется «верхняя на правом плече» (лат. humeri dextri superior), «нижняя на правом плече» — гамма Змееносца; видимая звёздная величина оценена в 3m.
Бета Змееносца расположена на расстоянии 81,8 световых лет от Солнечной системы, что сравнительно близко, если учесть, что в этом созвездии есть звёзды, удалённые более чем на тысячу световых лет, причём среди них есть даже несколько видимых невооружённым глазом.
Бета Змееносца является оранжевым гигантом спектрального класса K2 III. В этом довольно обширном классе звёзд, насчитывающем свыше четырёх тысяч членов, она является второй по видимому блеску, уступая лишь звезде Хамал, самой яркой в созвездии Овна. Хотя бета Змееносца массивнее Солнца лишь на 13 %, она достигла такой стадии эволюции, когда атмосфера сильно расширилась, поэтому радиус звезды более чем в 12 раз превышает солнечный, и средняя плотность звезды — порядка плотности воздуха, тогда как средняя плотность Солнца — порядка плотности воды. Ввиду большого радиуса светимость беты Змееносца превышает солнечную в 63 раза, и её абсолютная звёздная величина — 0,75m (у Солнца — 4,83m), хотя температура поверхности на тысячу градусов меньше, чем для поверхности Солнца.
Ускорение силы тяжести на поверхности звезды обычно характеризуют величиной log g — десятичным логарифмом ускорения свободного падения, выраженного в единицах СГС, то есть в см/с². В случае беты Змееносца, ввиду слишком большого радиуса для её массы, log g=2,22, что соответствует 1,66 м/с², это примерно в шесть раз меньше, чем на поверхности Земли и в 165 раз меньше, чем на поверхности Солнца (274 м/с²).